# Municipio de Ottawa (condado de Ottawa)
El municipio de Ottawa (en inglés: Ottawa Township) es un municipio ubicado en el condado de Ottawa en el estado estadounidense de Kansas. En el año 2010 tenía una población de 46 habitantes y una densidad poblacional de 0,49 personas por km².

## Geografía
El municipio de Ottawa se encuentra ubicado en las coordenadas 39°5′55″N 97°24′54″O / 39.09861, -97.41500. Según la Oficina del Censo de los Estados Unidos, el municipio tiene una superficie total de 92.95 km², de la cual 92,93 km² corresponden a tierra firme y (0,02 %) 0,02 km² es agua.

## Demografía
Según el censo de 2010, había 46 personas residiendo en el municipio de Ottawa. La densidad de población era de 0,49 hab./km². De los 46 habitantes, el municipio de Ottawa estaba compuesto por el 95,65 % blancos, el 4,35 % eran afroamericanos. Del total de la población el 0 % eran hispanos o latinos de cualquier raza.